# Lukas Haas
Lukas Daniel Haas (West Hollywood, 16 april 1976) is een Amerikaans acteur. Hij maakte in 1983 zijn film- en acteerdebuut in het sciencefictiondrama Testament, als kleuter Scottie Wetherly. Haas won gedurende zijn kindertijd vervolgens verschillende Young Artist Awards. Hij werd daarnaast in 1988 genomineerd voor een Saturn Award voor zijn rol in Lady in White en in 1997 voor die in Mars Attacks!.
Haas werd geboren als zoon van een Amerikaanse moeder en een in Duitsland geboren vader, van wie hij zijn Duitse achternaam kreeg. Hij heeft twee broers.

## Filmografie
*Exclusief tien televisiefilms
| - Cash Out (2024) - Babylon (2022) - Midnight in the Switchgrass (2021) - The Violent Heart (2020) - Browse (2020) - Frank and Ava (2020) - Widows (2018) - First Man (2018) - The Revenant (2015) - Tooken (2015) - Always Worthy (2015) - Dark Was the Night (2014) - Transcendence (2014) - Pawn Shop Chronicles (2013) - Meth Head (2013) - Jobs (2013) - Lincoln (2012) - Crazy Eyes (2012) - Contraband (2012) - Red Riding Hood (2011) - Inception (2010) - The Perfect Age of Rock 'n' Roll (2009) - While She Was Out (2008) - The Brothers Bloom (2008) - Death in Love (2008) - The Cradle (2007) - Gardener of Eden (2007) - Who Loves the Sun (2006) - The Tripper (2006) - Material Girls (2006) - Swedish Auto (2006) | - Alpha Dog (2006) - The Darwin Awards (2006) - Barry Dingle (2005) - Last Days (2005) - The Youth in Us (2005) - Characters (2005) - Brick (2005) - Young Americans (2004) - Bookies (2003) - Long Time Dead (2002) - The Pearl (2001) - Running Free (1999, stem) - Breakfast of Champions (1999) - In Quiet Night (1998) - Kiss & Tell (1997) - Mars Attacks! (1996) - Johns (1996) - Everyone Says I Love You (1996) - Boys (1996) - Leap of Faith (1992) - Alan & Naomi (1992) - Convicts (1991) - Rambling Rose (1991) - Peacemaker (1990) - Music Box (1989) - See You in the Morning (1989) - The Wizard of Loneliness (1988) - Lady in White (1988) - Solarbabies (1986) - Witness (1985) - Testament (1983) |

## Televisieseries
*Exclusief eenmalige gastrollen
- The Righteous Gemstones - Chuck Montgomery (2023, zeven afleveringen)
- War of the Worlds - Richard (2022, acht afleveringen)
- Touch - Calvin Norburg (2013, dertien afleveringen)
- Entourage - L.B. (2008, twee afleveringen)
- Dirt - Marqui Jackson (2007, twee afleveringen)
- Criminal Minds - Clerk (The Footpath Killer) (2005, twee afleveringen)
- 24 - Andrew Paige (2005, drie afleveringen)
- Heavy Gear: The Animated Series - Marcus Rover (2001, tien afleveringen - stem)

- Biblioteca Nacional de España: XX1276045
- Bibliothèque nationale de France: cb14023613v (data)
- Gemeinsame Normdatei: 136085040
- International Standard Name Identifier: 0000 0001 1475 8996
- Library of Congress Control Number: n93059696
- Nationale Bibliotheek van Tsjechië: xx0150270
- Nationale Bibliotheek van Israël: 987007440477405171
- Nederlandse Thesaurus van Auteursnamen: 075078090
- SNAC: w65z54fd
- Système universitaire de documentation: 095107215
- Virtual International Authority File: 80489479
- WorldCat: E39PBJrrD67gFkm4TkckCtHgrq